# Kahtovuoma
Kahtovuoma este o arie protejată (arie specială de conservare — SAC, sit de importanță comunitară — SCI) din Suedia întinsă pe o suprafață de 471,3 ha, integral pe uscat.

## Localizare
Centrul sitului Kahtovuoma este situat la coordonatele 68°01′47″N 23°24′45″E / 68.0297°N 23.4125°E.

## Înființare
Situl Kahtovuoma a fost declarat sit de importanță comunitară în aprilie 2004 pentru a proteja 3 specii de plante. Situl a fost protejat și ca arie specială de conservare în martie 2011.

## Biodiversitate
Situată în ecoregiunea boreală, aria protejată conține 4 habitate naturale: Izvoare fino-scandinave și mlaștini produse de izvoare bogate în minerale, Păduri caducifoliate de mlaștină fino-scandinave, Mlaștini alcaline, Turbării Aapa.
La baza desemnării sitului se află mai multe specii protejate de  plante (3): Hamatocaulis lapponicus, Hamatocaulis vernicosus, ochii-șoricelului (Saxifraga hirculus).